# Spartakusaufstand

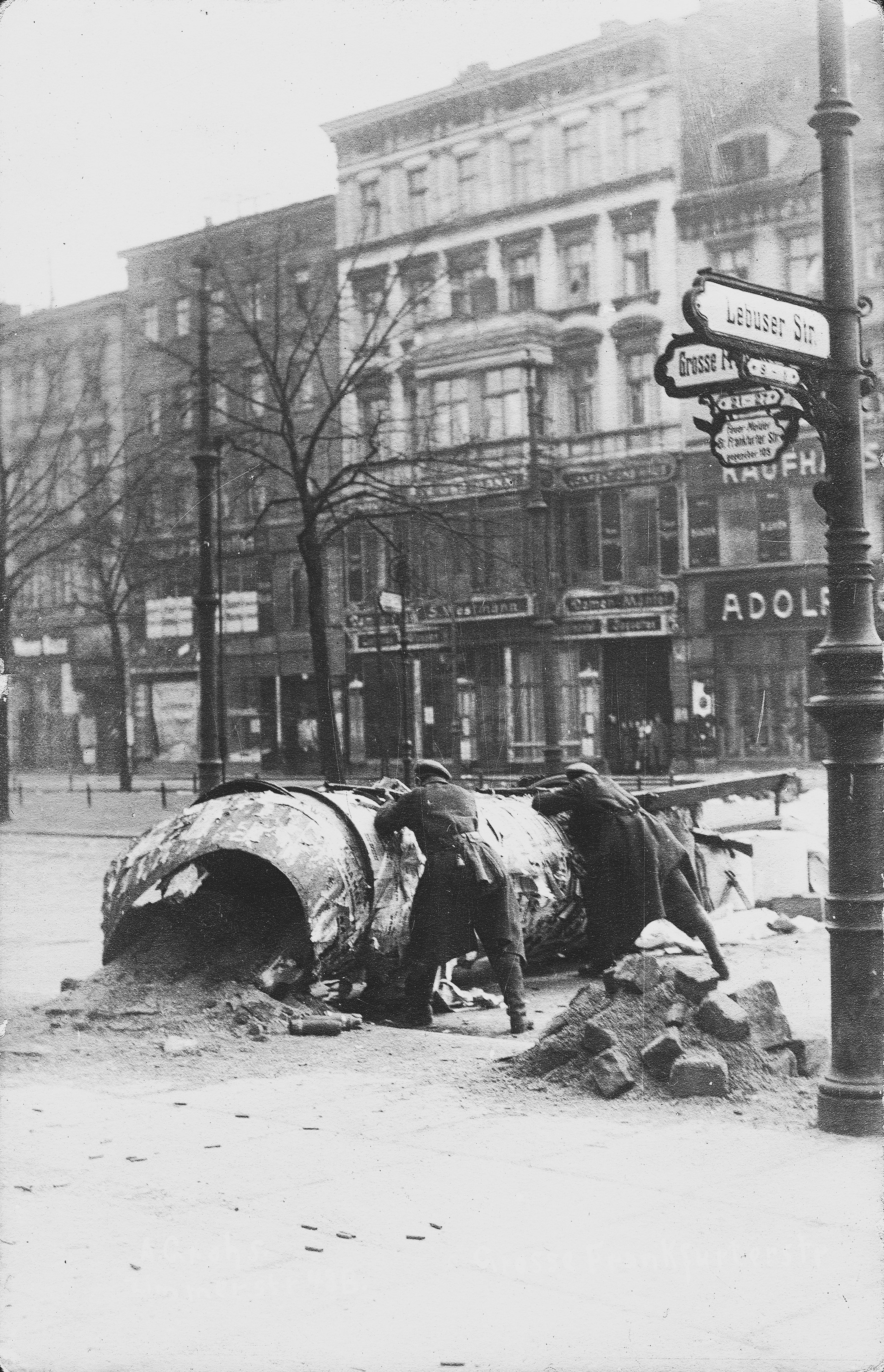
Spartakusaufstand, Barrikadenkämpfe in Berlin, Januar 1919

Als Spartakusaufstand, Januarkämpfe oder Januaraufstand bezeichnet man den Generalstreik und die bewaffneten Kämpfe in Berlin vom 5. bis 12. Januar 1919 im Zusammenhang mit der Novemberrevolution. Der erste Begriff hat sich dafür eingebürgert, obwohl der Spartakusbund beziehungsweise die KPD diesen Aufstand weder plante und auslöste noch führte und erst nach seinem Beginn daran mitwirkte.

## Ursachen
Auslöser des Aufstands war die Absetzung des Berliner Polizeipräsidenten Emil Eichhorn (USPD) durch den Rat der Volksbeauftragten unter Führung Friedrich Eberts am 4. Januar 1919. Eichhorn war vom ersten Rat der Volksbeauftragten ernannt worden. Dieser war am 9. November 1918 aus je drei Vertretern der MSPD und USPD als provisorische Reichsregierung gebildet und von der Obersten Heeresleitung im geheimen Ebert-Groener-Pakt akzeptiert worden. Bei den Weihnachtskämpfen hatte die Volksmarinedivision, die zum Schutz der Übergangsregierung beauftragt war, Otto Wels (MSPD) am 23. Dezember 1918 als Geisel genommen, um ihrer Forderung nach Auszahlung des ausstehenden Solds Nachdruck zu verleihen. Eichhorn hatte sich am 24. Dezember gegen den Befehl der drei MSPD-Volksbeauftragten Ebert, Philipp Scheidemann und Otto Landsberg geweigert, die ihm unterstehende Sicherheitswehr gegen die im Berliner Schloss einquartierte Volksmarinedivision einzusetzen, um Wels zu befreien. Seitdem hatte Ebert ihn als unzuverlässig angesehen. Die drei USPD-Vertreter (Hugo Haase, Wilhelm Dittmann, Emil Barth) hatten den Rat der Volksbeauftragten am 29. Dezember 1918 aus Protest gegen Eberts Schießbefehl und die Todesopfer bei den Weihnachtsunruhen verlassen. Die MSPD-Vertreter beriefen daraufhin die MSPD-Mitglieder Gustav Noske und Rudolf Wissell als Ersatz in den restlichen Rat. Die USPD betrachtete diesen nicht mehr als rechtmäßige Übergangsregierung. MSPD-Mehrheiten im Vollzugsrat der Arbeiter- und Soldatenräte Großberlin und im Zentralrat der Deutschen Sozialistischen Republik stimmten Eberts Wunsch, Eichhorn abzusetzen und auch den preußischen Ministerpräsidenten Paul Hirsch (MSPD) zu entlassen, jedoch zu.

Die eigentliche Ursache des Januaraufstands waren die gegensätzlichen politischen Ziele und Methoden der an der Novemberrevolution beteiligten Gruppen. Die MSPD-Führung um Ebert, Scheidemann und Noske strebte eine rasche Rückkehr zu „geordneten Verhältnissen“ über rasche Wahlen zur Nationalversammlung an. Dem stimmte am 19. Dezember 1918 auf dem Reichsrätekongress eine übergroße Mehrheit von 400 gegen 50 Stimmen zu. Selbst mehrere USPD-Räte votierten für baldige Wahlen und damit für ein Ende der bestehenden Räteherrschaft. Die KPD, die am 1. Januar 1919 gegründet worden war, Teile der USPD und vor allem die Revolutionären Obleute wollten die Fortsetzung und Absicherung ihrer Revolutionsziele (Sozialisierung, Entmachtung der Militärs, Diktatur des Proletariats) nach dem Vorbild der Oktoberrevolution in Russland. Am 20. November 1918 hatte Rosa Luxemburg in der Roten Fahne der mehrheitssozialdemokratischen Hoffnung, auf parlamentarischem Wege eine Änderung der bestehenden Verhältnisse herbeizuführen, eine entschiedene Absage erteilt. Aufgabe des Proletariats sei es, die Revolution weiterzutreiben, was ohne Gewaltanwendung nicht möglich sei: 

„Der ‚Bürgerkrieg‘, den man aus der Revolution mit ängstlicher Sorge zu verbannen sucht, läßt sich nicht verbannen. Denn Bürgerkrieg ist nur ein anderer Name für Klassenkampf, und der Gedanke, den Sozialismus ohne Klassenkampf, durch parlamentarischen Mehrheitsbeschluß einführen zu können, ist eine lächerliche kleinbürgerliche Illusion.“

Ab Anfang Dezember 1918 wurden in und um Berlin Freikorps aus ehemaligen Frontsoldaten und Freiwilligen gebildet. Ab Jahresbeginn 1919 ließen Ebert und Noske sie zusammen mit republiktreuen Verbänden wie der republikanischen Soldatenwehr und kaiserlichen, teils loyalen, meist aber republikfeindlichen Regimentern um Berlin zusammenziehen.

## Verlauf

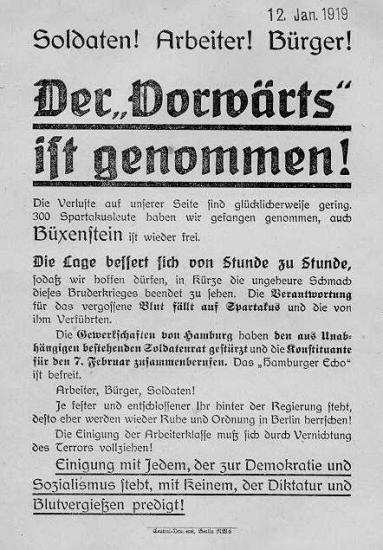
Plakat zur Rückeroberung des Vorwärtsgebäudes während des Spartakusaufstands

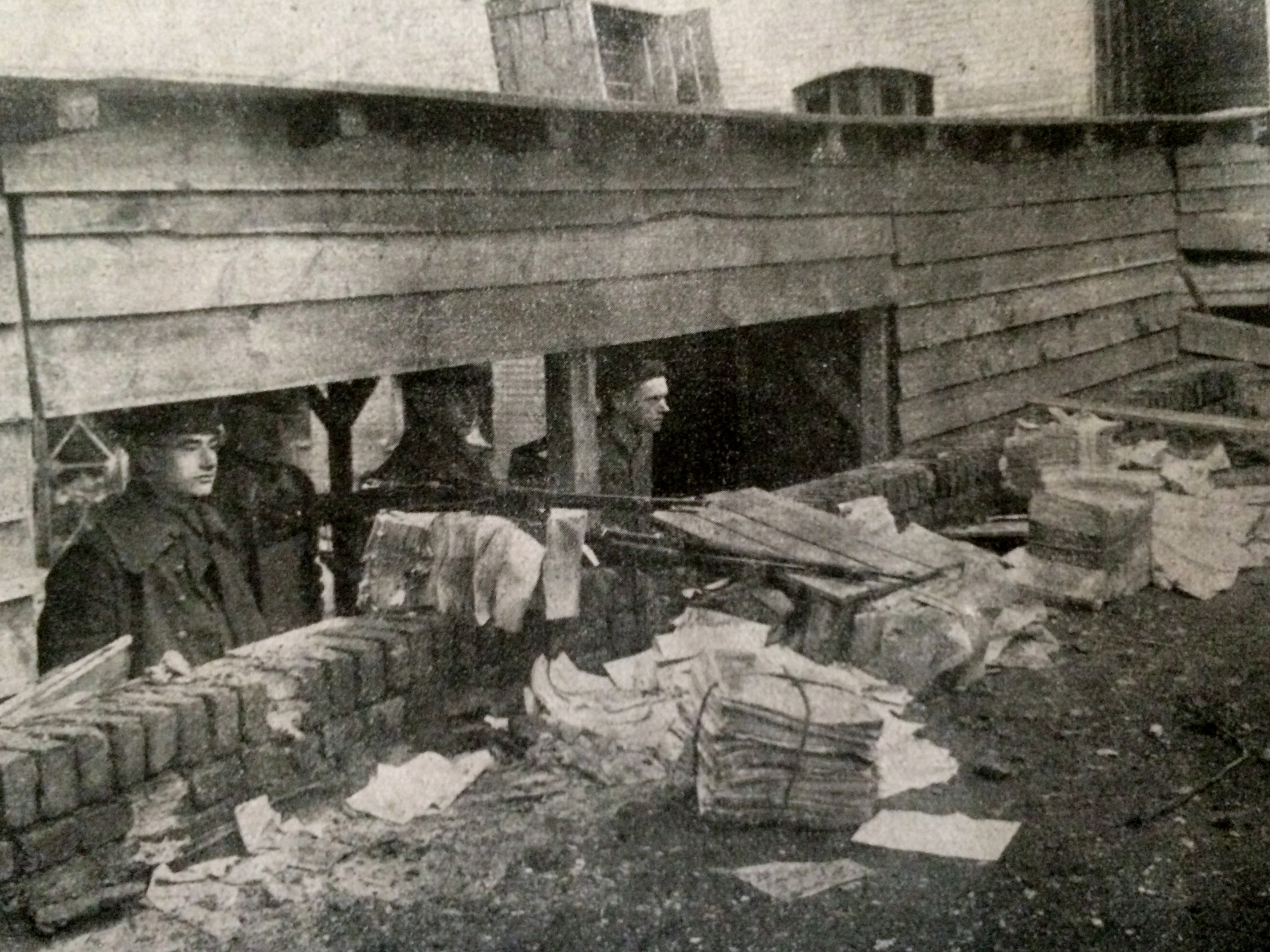
Regierungstruppen im Vorwärtsgebäude während des Spartakusaufstandes

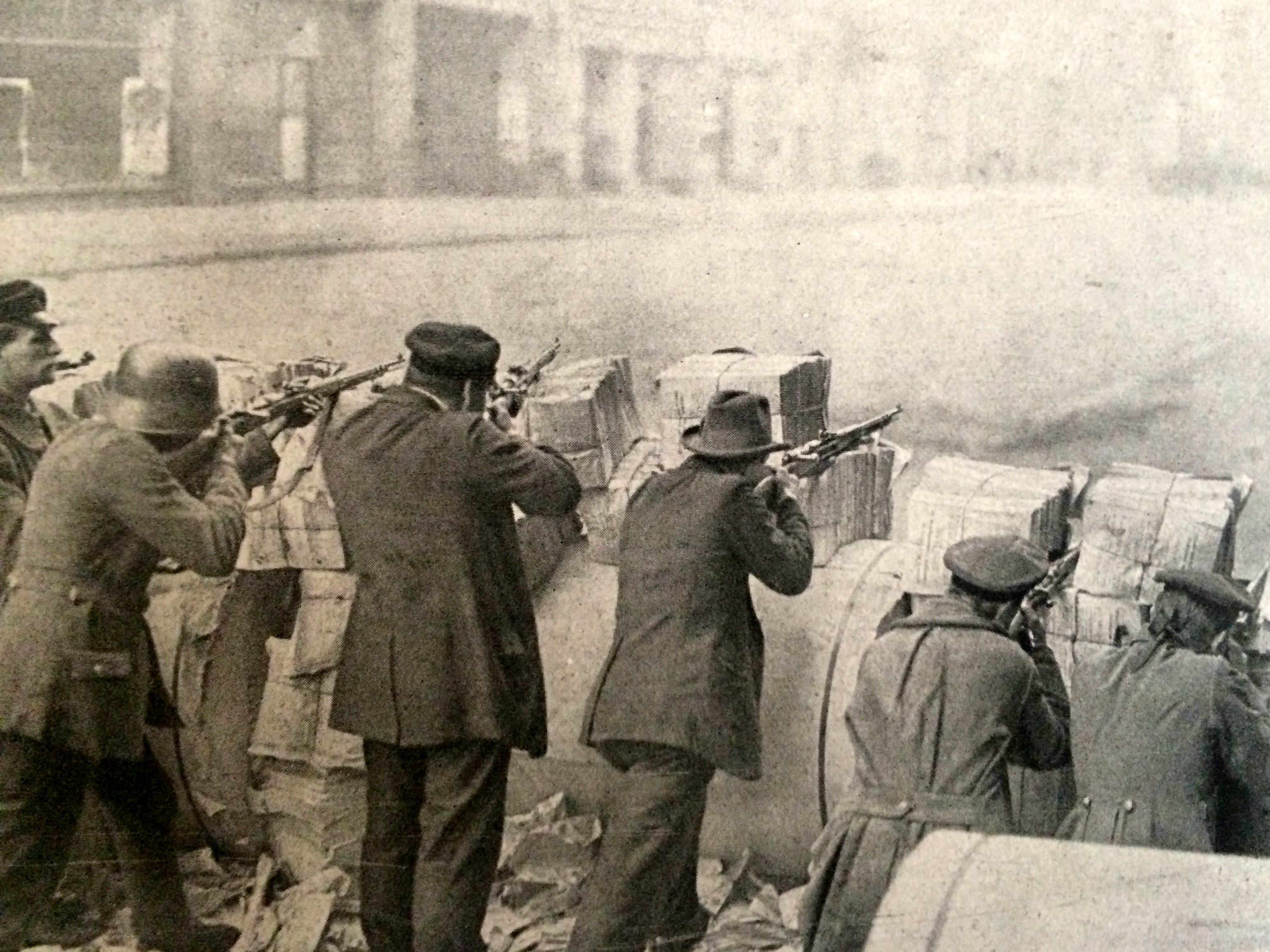
Barrikade während des Spartakusaufstandes

Am 4. Januar wurde der Berliner Polizeipräsident Emil Eichhorn entlassen – wie der Historiker Benjamin Ziemann schreibt, „eine überfällige Entscheidung“. Die Entlassung wurde von der radikalen Linken als Provokation angesehen. Noch am gleichen Tage beschloss der Vorstand der Berliner USPD zusammen mit den Revolutionären Obleuten, am Folgetag eine Demonstration durchzuführen. Die Beteiligung übertraf alle Erwartungen der dazu Aufrufenden. Während der Demonstration am 5. Januar besetzten Bewaffnete, angestachelt von Spitzeln und Provokateuren und unter deren Beteiligung, die Druckereien des sozialdemokratischen Vorwärts und des Berliner Tageblatts sowie die Verlagsgebäude von Scherl, Ullstein, Mosse, die Druckerei Büxenstein und das Wolffsche Telegraphenbüro. Die mutmaßliche Umlenkung der Massenproteste vom potentiellen Ziel Regierungsviertel in das Zeitungsviertel durch Polizeispitzel bezeichnete der Historiker Jörn Schütrumpf als „strategische Meisterleistung“.
Die führenden Leute der Obleute, der USPD und der KPD kamen am Abend des 5. Januars zu einer Sitzung zusammen, um das weitere Vorgehen zu bestimmen. Die meisten der Anwesenden unterstützten die Besetzung des Berliner Zeitungsviertels und waren dafür, jetzt den Kampf gegen die sozialdemokratische Regierung aufzunehmen. Karl Liebknecht war durch die Großdemonstration und die Falschmeldung, alle Regimenter in und um Berlin stünden auf ihrer Seite, „in einen Zustand der revolutionären Euphorie versetzt“ worden. Nur zwei Sprecher der Obleute, Richard Müller und Ernst Däumig, sprachen sich gegen diese Vorgehensweise aus. Beide befürworteten eine zweite Revolution gegen den Rat der Volksbeauftragten zwar grundsätzlich, hielten aber den Zeitpunkt für verfrüht und taktisch unklug; sie stimmten lediglich für einen Generalstreik. Gegen sechs Stimmen aus den Reihen der Obleute wurde von ca. 70 Anwesenden ein provisorischer Revolutionsausschuss zum Sturz der Regierung und für die Übernahme der Macht beschlossen und aus 53 Personen gebildet. Georg Ledebour, Liebknecht und Paul Scholze waren die drei gleichberechtigten Vorsitzenden.
Der Revolutionsausschuss rief die Berliner Arbeiterschaft am Folgetag zu einem Generalstreik für den 7. Januar und zum Sturz der Restregierung Eberts auf. Dem Aufruf folgten etwa 500.000 Menschen, die in die Innenstadt strömten. Eine große Menschenmenge sammelte sich auf den Straßen und Berliner Plätzen. Sie nahm in den Folgetagen weder an Kämpfen teil, noch wurde sie von den Streikführern beteiligt, obwohl sie wie schon am 9. November 1918 zum Entwaffnen der Soldaten bereit war. Auf ihren Plakaten und Spruchbändern standen zum Teil dieselben Parolen wie zu Beginn der Novemberrevolution: „Frieden und Einigkeit“.
In den folgenden zwei Tagen konnte sich der Ausschuss nicht auf das weitere Vorgehen einigen. Einige Vertreter forderten den bewaffneten Aufstand, andere plädierten für Verhandlungen mit Ebert. Insbesondere war der Ausschuss nicht in der Lage, den Hunderttausenden in den Straßen und Plätzen auf Anweisungen wartenden Demonstranten zu signalisieren, was zu tun sei. Diese gingen daher sowohl am 6. als auch am 7. Januar abends wieder nach Hause. An diesen beiden Tagen hätten sie nach Einschätzung des Publizisten Sebastian Haffner die Chance gehabt, durch Übernahme der Reichskanzlei die Regierung der Volksbeauftragten zu stürzen.
Der KPD-Führer Karl Liebknecht befürwortete, anfänglich noch gegen den Rat von Rosa Luxemburg, das Vorhaben, einen Bürgerkrieg zu entfesseln: Der Rat der Volksbeauftragten sollte mit Waffengewalt gestürzt und damit die für den 19. Januar angesetzten ersten freien Wahlen zur Nationalversammlung verhindert werden. Liebknecht fürchtete, die KPD könnte sich andernfalls zu sehr von den Arbeitern isolieren, die den Sturz der Regierung anstrebten. Zugleich versuchten die KPD-Vertreter, einige der in Berlin stationierten Regimenter, vor allem die Volksmarinedivision, auf ihre Seite zu ziehen. Dies gelang jedoch nicht, weil die meisten der Soldaten bereits zu Hause waren, weil sie sich entweder als neutral erklärten oder weil ihre Loyalität dem bisherigen Rat der Volksbeauftragten galt. Auf der anderen Seite stellte sich ein Teil der Berliner Bevölkerung, insbesondere des Bürgertums, hinter die Regierung Ebert, folgte einem Streikaufruf und sicherte Regierungsgebäude seit dem 6. Januar als lebende Schutzschilde.
Ab dem 6. Januar verhandelte der Revolutionsausschuss auf Vermittlung der USPD-Leitung ohne klares Ziel mit Ebert. Am 7. Januar scheiterten die Verhandlungen an der beiderseitigen Kompromissunfähigkeit: Der Rat der Volksbeauftragten verlangte die Räumung der besetzten Zeitungsgebäude, die Aufständischen beharrten auf der Wiedereinsetzung Eichhorns. Ein Kompromissvorschlag des gemäßigten USPD-Politikers Karl Kautsky, die Wiederherstellung der Pressefreiheit zur Bedingung zu machen, wurde nicht ausgelotet, da sich sowohl die MSPD als auch der Zentralrat dagegen aussprachen. Damit war die Chance zur gewaltfreien Beilegung des Konflikts vertan. Am selben Tag übertrug Ebert Gustav Noske den Oberbefehl über die Truppen in und um Berlin, und es ergingen Aufrufe zur Aufstellung weiterer Freikorps in Berlin. Noske befahl gleich nach seiner Ernennung, alle Mitglieder des Revolutionsausschusses telefonisch überwachen zu lassen, um sie später festzunehmen. Dazu wurden 50 ausgesuchte Offiziere in allen Berliner Postämtern eingesetzt.
Am 8. Januar rief der Rat der Volksbeauftragten die Bevölkerung zum Widerstand gegen die Aufständischen und deren beabsichtigte Regierungsübernahme auf. Das entsprechende Flugblatt mit dem Titel: „Die Stunde der Abrechnung naht!“ drohte die gewaltsame Niederschlagung des Aufstands an. Am 9. Januar 1919 verlangten die revolutionären Obleute, der Zentralvorstand der Berliner USPD und der KPD in einem gemeinsamen Aufruf den Kampf gegen „die Judasse in der Regierung. […] Sie gehören ins Zuchthaus, aufs Schafott. […] Gebraucht die Waffen gegen eure Todfeinde.“
Die Masse der Arbeiterschaft folgte wohl dem Aufruf zum Generalstreik zur Verhinderung der Gegenrevolution; sie wollte aber von militärischen Kämpfen nichts wissen. Sie verlangte im Gegenteil nach wie vor die Einheit der sozialistischen Kräfte und forderte am 9. Januar bei einer Großversammlung im Humboldthain den Rücktritt aller für den „Brudermord“ verantwortlichen Führer. Als Verantwortliche für die Situation wurden sowohl die Regierung Ebert, als auch Ledebour und Liebknecht angesehen. Zahlreiche in den Betrieben entstandene Resolutionen forderten das Ende der Straßenkämpfe und die Schaffung einer Regierung, in der alle sozialistischen Parteien vertreten sein sollten.
Am 10. Januar überfiel die Brigade Reinhard unter Leitung des Kommandanten von Berlin, Oberst Wilhelm Reinhard, das spartakistische Hauptquartier in Spandau. Am 11. Januar gab Noske den Einsatzbefehl gegen die Besetzer des Vorwärts. Die Angreifer waren noch mit Kriegsausrüstung bewaffnet und ihren Gegnern daher weit überlegen. Das Freikorps Potsdam eroberte das Gebäude mit Flammenwerfern, Maschinengewehren, Mörsern und Artillerie. Auch weitere besetzte Gebäude und Straßen im Zeitungsviertel wurden bis zum 12. Januar erobert. Zu organisierten Schlachten kam es nicht, da die Aufständischen nicht darauf vorbereitet waren; vielfach ergaben sie sich freiwillig. Dennoch erschoss das Militär über hundert Aufständische und eine unbekannte Zahl von unbeteiligten Zivilisten vor Ort. Ermordet wurden etwa am 11. Januar sieben Parlamentäre, die über eine Übergabe des Vorwärts-Gebäudes verhandeln wollten. Das Militär war an Verhandlungen nicht interessiert und verschleppte die Parlamentäre als Geiseln in die Berliner Dragoner-Kaserne. Unter den Ermordeten befanden sich der jüdische Sozialist Wolfgang Fernbach sowie der Arbeiterdichter Werner Möller. Ein Untersuchungsausschuss des Preußischen Landtags bezifferte die Zahl der Todesopfer später auf 156. Die Militärs hatten dreizehn Gefallene und zwanzig Verwundete.
Am 13. Januar rückten die umliegenden Freikorps in die Stadt ein. Das größte von ihnen war die so genannte Garde-Kavallerie-Schützen-Division unter dem Offizier Waldemar Pabst, der im Krieg General Hans von Seeckt unterstanden hatte. Die Berliner Zeitungen begrüßten den Einzug nach Ende der Kämpfe als Wiederherstellung von „Ruhe und Ordnung“. Der militärischen Besetzung folgten erhebliche Gewaltexzesse der rechtsgerichteten Truppen, die weit über vorherige Gewalttaten einiger Linker hinausgingen.

## Morde an Rosa Luxemburg und Karl Liebknecht

### Hergang
Seit Anfang Dezember 1918 hatte die Antibolschewistische Liga Plakate und Aufrufe an die Berliner Bevölkerung drucken lassen, die dazu aufforderten, die „Rädelsführer“ ausfindig zu machen und den Militärs zu übergeben. Dafür hatte sie eine hohe Belohnung ausgesetzt. Ein in hoher Auflage verbreitetes Flugblatt forderte:

„Das Vaterland ist dem Untergang nahe. Rettet es! Es wird nicht von außen bedroht, sondern von innen: Von der Spartakusgruppe. Schlagt ihre Führer tot! Tötet Liebknecht! Dann werdet ihr Frieden, Arbeit und Brot haben. Die Frontsoldaten.“

Nach dem Niederschlagen des Aufstands mussten die Führer der Spartakisten um ihr Leben fürchten und untertauchen. Nun suchte auch die reguläre Regierung sie als vermeintliche Putschisten, um sie wegen des Umsturzversuchs kurz vor den freien Wahlen zu belangen. Im Berliner Vorwärts erschien am 13. Januar 1919 ein Gedicht von Artur Zickler, das mit den Zeilen endete:

„Viel Hundert Tote in einer Reih’ –
Proletarier!
Karl, Rosa, Radek und Kumpanei –
es ist keiner dabei, es ist keiner dabei!
Proletarier!“

Fritz Henck, der Schwiegersohn Philipp Scheidemanns, versicherte am 14. Januar in Berlin öffentlich, die Anführer des Aufstands würden „nicht ungeschoren davonkommen“. Schon in wenigen Tagen werde sich zeigen, „daß auch mit ihnen Ernst gemacht wird.“
Am 15. Januar abends wurden Rosa Luxemburg und Karl Liebknecht in der Wohnung eines Freundes, Dr. Markussohn, in Berlin-Wilmersdorf von der Wilmersdorfer Bürgerwehr entdeckt, verhaftet und in das Eden-Hotel gebracht. Ihr Aufenthaltsort war wahrscheinlich durch die von Noske befohlene Telefonüberwachung bekannt geworden. Waldemar Pabst ließ die Gefangenen stundenlang verhören und misshandeln. Der beim Besuch in der Wohnung am gleichen Abend ebenfalls verhaftete KPD-Führer Wilhelm Pieck wurde Zeuge dieser Misshandlungen sowie von Telefonaten; eines davon führte Pabst wahrscheinlich mit der Reichskanzlei.
Der Mord sollte wie ein Attentat aussehen. Der Soldat Otto Runge (1875–1945) versetzte aus der Menge heraus Rosa Luxemburg beim Abtransport vom Hotel einen schweren Kolbenschlag. Bereits bewusstlos, wurde sie dann unterwegs im Wagen von Leutnant zur See Hermann Souchon mit einem aufgesetzten Schläfenschuss erschossen. Die Tote wurde in den Berliner Landwehrkanal geworfen, wo man die Leiche erst am 31. Mai 1919 fand. Liebknecht wurde kurz nach Rosa Luxemburg ebenfalls vom Hotel abtransportiert und fast bewusstlos geschlagen; er musste unterwegs aussteigen und wurde dann als „Flüchtender“ von hinten erschossen. Der Tote wurde einer Berliner Polizeistation als „unbekannte Leiche“ übergeben. Pieck erreichte, dass er in ein Gefängnis verlegt werden sollte; auf dem Weg dorthin gelang ihm die Flucht.

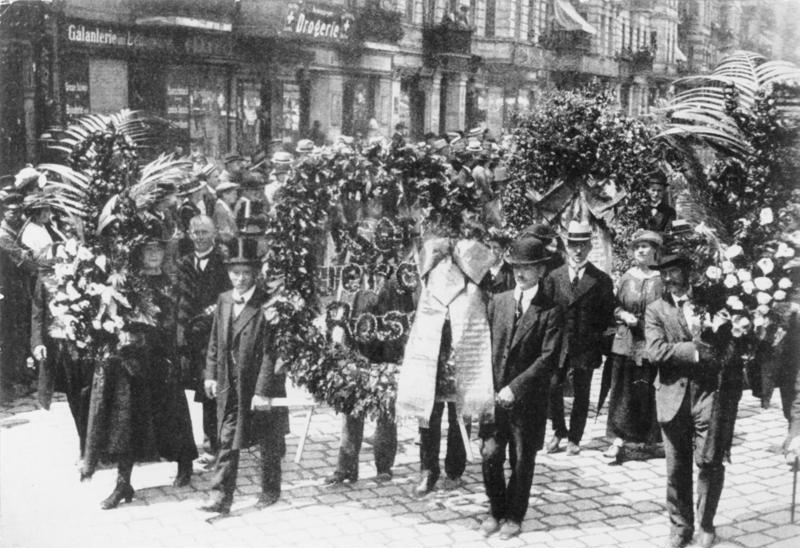
Spitze des Trauermarsches bei der Beisetzung Rosa Luxemburgs am 13. Juni 1919

### Unruhen im Nachgang der Morde
Die Morde des 15. Januar lösten im ganzen Deutschen Reich schwere Unruhen und Aufstände aus. Dagegen und gegen die Räterepubliken in einigen deutschen Großstädten setzte Gustav Noske die Freikorps und Reichswehrverbände ein, die bis Ende Mai 1919 alle derartigen Umsturzversuche – zuletzt die Münchner Räterepublik – gewaltsam niederschlugen. Dabei kam es vielfach zu ähnlichen Kämpfen wie in Berlin mit insgesamt etwa 5.000 Todesopfern und einigen politischen Morden an führenden Vertretern der Linken.

### Strafvereitelung
Die Berliner Presse stellte die Morde am 16. Januar 1919 folgenderweise dar: Liebknecht sei auf der Flucht erschossen, Luxemburg von einer aufgebrachten Menge gelyncht worden. Basis dieser Darstellung war ein Schriftstück, das Pabst am Abend der Morde verfasste und als amtlichen Bericht seiner Division herausgeben ließ. Nach dem Bekanntwerden berief die Restregierung eine Sondersitzung ein; dort soll Ebert sich betroffen über die Morde an seinen jahrzehntelangen Parteigenossen gezeigt haben. MSPD-Vertreter fürchteten eine Ausweitung der Aufstände im Reich als Folge der Morde. Einige erwogen kurze Zeit ihren Rücktritt. Noske dagegen bezeichnete die Ermordeten 1923 rückblickend als Hauptschuldige daran, dass die Revolution zum Bürgerkrieg ausgeartet sei. Tausende hätten zuvor gefragt, „ob denn niemand die Unruhestifter unschädlich mache“.
Leo Jogiches, Rosa Luxemburgs früherer Partner, übernahm nach ihrem Tod die Führung der KPD und versuchte, die Morde aufzuklären. In einem Artikel der Roten Fahne vom 12. Februar 1919 gab er nach eigenen Recherchen Namen einiger der mutmaßlich Beteiligten bekannt. Er wurde im März 1919 bei weiteren Freikorpseinsätzen gegen linke Arbeiterführer verhaftet und im Gefängnis ermordet.
Ein Strafverfahren gegen mutmaßliche Täter kam zunächst nicht in Gang. KPD-Angehörige forderten seit dem 16. Februar 1919 wegen Verdunkelungsgefahr vergeblich eine unabhängige Untersuchung durch ein nichtmilitärisches Sondergericht. Erst im Mai 1919 wurden einige der Ausführenden – darunter Otto Wilhelm Runge und Oberleutnant Kurt Vogel – vor ein Feldkriegsgericht ihrer eigenen Division gestellt. Die Hauptverhandlung fand vom 8. bis 14. Mai 1919 statt. Darin wurde mehrfach ausgesagt, ein „Helfersdienst der MSPD“ habe eine Kopfprämie von 100.000 Mark für die Ergreifung der Spartakusführer ausgesetzt. Wilhelm Pieck wurde zu einem der wichtigsten Zeugen der Vorfälle im Hotel, die den Morden vorausgingen. Er und Hotelangestellte hatten die Misshandlung der dann Ermordeten und Telefonate zwischen Offizieren und ihren Vorgesetzten bemerkt. Pieck sagte aus:

„Ich sah dann, daß ein Offizier, der von den anderen als Hauptmann angeredet wurde, herumlief, den Soldaten Zigaretten anbot und sagte: ‚Die Bande darf nicht mehr lebend das Edenhotel verlassen!‘ […] Kurze Zeit danach kam ein Dienstmädchen herauf, fiel einer Kollegin in die Arme und rief: ‚Ich werde den Eindruck nicht los, wie man die arme Frau niedergeschlagen und herumgeschleift hat.‘“

Runge erhielt eine zweijährige, Vogel eine 28-monatige Gefängnisstrafe. Die beteiligten Offiziere Heinz und Horst von Pflugk-Harttung wurden freigesprochen. Ihr Anführer Pabst war nicht angeklagt, mögliche Auftraggeber waren nicht gesucht worden. Als Oberbefehlshaber der Truppen bestätigte Gustav Noske das Urteil persönlich mit seiner Unterschrift.
Vogel wurde am 17. Mai, drei Tage nach der Verurteilung, von einem Leutnant Lindemann zwecks Überführung in das Strafgefängnis Tegel aus dem Moabiter Gefängnis geholt. Bei Lindemann handelte es sich in Wirklichkeit um Kapitänleutnant Wilhelm Canaris. Canaris brachte Vogel per Auto in die Niederlande. Canaris wurde dafür nie juristisch belangt.
KPD, USPD, einige MSPD-Vertreter und Liberale betrachteten das Militärverfahren und die Urteile als Justizskandal. Versuche, das Urteil anzufechten und den Prozess in höherer Instanz wiederaufzunehmen, wurden verschleppt. Sämtliche übrigen Mitglieder des Revolutionsausschusses waren inhaftiert worden, wurden aber mangels Beweisen für einen bewaffneten Umsturzplan freigelassen. Erst 1929 wurde der Richter Paul Jorns wegen Befangenheit entlassen.
Im Dolchstoßprozess 1925 deckte der ehemalige General Wilhelm Groener seinen Geheimpakt mit Ebert vom 9. November 1918 auf; ob dieser auch der Ermordung der Spartakisten zugestimmt hatte, blieb ungeklärt.
1934 gewährte das NS-Regime Otto Runge eine Haftentschädigung und Kurt Vogel eine Kur aus Steuergeldern. Im Januar 1935 ebneten Nationalsozialisten die Gräber von Luxemburg und Liebknecht ein und ließen dabei vermutlich auch die Gebeine der dort Bestatteten verschwinden. Dass es sich um Auftragsmorde gehandelt habe, erklärte Eduard Stadtler in seinen 1935 veröffentlichten Erinnerungen: Er habe Pabst am 12. Januar aufgesucht und „ihn um die Morde gebeten“. Später habe Pabst ihm die Ausführenden genannt. Auch zu Noske habe er Kontakt gehabt.
Pabst führte 1959 ein Gespräch mit Günther Nollau, dem späteren Vizepräsidenten des bundesdeutschen Verfassungsschutzes, der den Inhalt in einer Aktennotiz festhielt:

„Er habe Karl Liebknecht und Rosa Luxemburg damals in Berlin selbst sprechen hören. Er habe sich nämlich in Zivil unters Volk gemischt. Seine Beobachtungen hätten ihn zu der Auffassung gebracht, dass die beiden außerordentlich gefährlich seien und man ihnen nichts Gleichwertiges entgegensetzen könne. Deswegen habe er sich entschlossen, diese Personen unschädlich zu machen.“

1962 erklärte Pabst in einem Spiegel-Interview, Noske habe die Morde erlaubt und die ausbleibende Strafverfolgung danach gedeckt. 1970 fand sich in Pabsts Nachlass ein Brief, in dem er schrieb:

„Daß ich die Aktion ohne Zustimmung Noskes gar nicht durchführen konnte – mit Ebert im Hintergrund – und auch meine Offiziere schützen mußte, ist klar. Aber nur ganz wenige Menschen haben begriffen, warum ich nie vernommen oder unter Anklage gestellt worden bin. Ich habe als Kavalier das Verhalten der damaligen SPD damit quittiert, daß ich 50 Jahre lang das Maul gehalten habe über unsere Zusammenarbeit.“

Noske hat das von Pabst bezeugte Gespräch und dessen Inhalt, eine Verabredung zur Zusammenarbeit bei Festnahme und Ermordung der Spartakisten, stets bestritten. Souchons späterer Anwalt Otto Kranzbühler gab an, Pabst habe ihm gegenüber das Telefonat mit Noske bestätigt. Auch die Biografen halten eine Rücksprache Pabsts mit Noske oder Hans von Seeckt von der Heeresführung für wahrscheinlich.

## Folgen
Der Aufstand hatte keine Massenbasis gehabt, es war nach Heinrich August Winkler nur ein „Putschversuch einer radikalen Minderheit“ gewesen. Daher stellte seine rasche Niederwerfung keine Überraschung dar, sie war wahrscheinlich auch zwangsläufig: Denn ohne sie wäre ein Bürgerkrieg in ganz Deutschland und eine Militärintervention der Siegermächte die Folge gewesen. Nun aber konnte Eberts Weg der Parlamentarisierung fortgesetzt werden: Am 19. Januar 1919 fanden die Wahlen zur Nationalversammlung statt, die am 11. August die Weimarer Verfassung fertigstellte und die erste funktionierende deutsche Demokratie schuf, die Weimarer Republik.
Gleichwohl bildete die blutige Niederschlagung des Aufstands eine schwere Hypothek für die SPD: Bei den Wahlen zur Nationalversammlung erhielt sie 37,9 Prozent, die USPD 7,6 Prozent der Stimmen, sodass die ohnehin verfeindeten Linksparteien gemeinsam keine absolute Mehrheit erhielten. In den weiteren Wahlen der Weimarer Republik erreichte die SPD nie wieder mehr als 30 Prozent und blieb so auch nach ihrer Wiedervereinigung mit dem kleineren Teil der USPD (1922) - der größere Teil akzeptierte Lenins Bedingungen und schloss sich 1920 der KPD an, die damit erst zur Massenpartei würde - in der gesamten Weimarer Zeit für eine Regierungsbeteiligung auf Koalitionen mit den bürgerlichen Parteien der Mitte angewiesen.

## Erinnerung

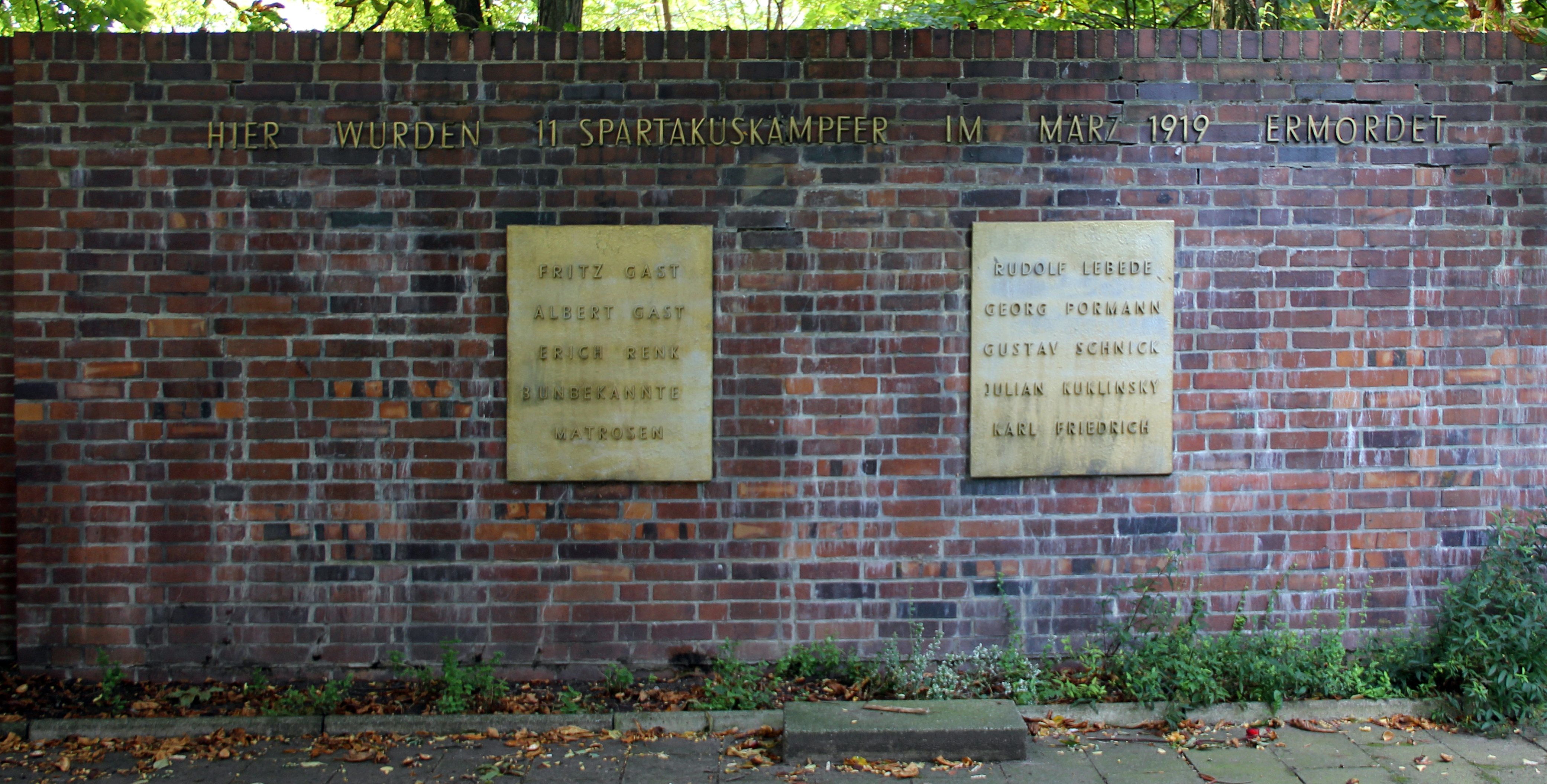
Rathausstraße 10, Berlin-Lichtenberg

Jährlich findet in Berlin am zweiten Januarwochenende die Liebknecht-Luxemburg-Demonstration zur Erinnerung an Rosa Luxemburg und Karl Liebknecht und deren Ermordung statt. Sie endet jeweils an der Gedenkstätte der Sozialisten auf dem Zentralfriedhof Friedrichsfelde.
In der Rathausstraße 10 in Berlin-Lichtenberg befindet sich ein Gedenkort mit den Namen hier im Verlaufe der späteren Berliner Märzkämpfe getöteten Kämpfer.

## Bewertung
In der Geschichtswissenschaft der DDR wurde der Aufstand sehr positiv beurteilt: Einzig der KPD sei es gelungen, eine marxistisch-leninistische Kampfpartei zu bilden und damit eine zentrale Voraussetzung für den Sieg der proletarischen Revolution zu schaffen. Insofern sei ihre Gründung einer der entscheidenden Wendepunkte der Geschichte der deutschen Arbeiterbewegung. Die Stärke des Spartakus-Bundes und sein Einfluss wurden dabei übertrieben, seine verfehlte Taktik beschönigt.
Auch der Publizist Sebastian Haffner beurteilte den Aufstand in seinem ursprünglich 1968 als Artikelserie im Stern erschienenen Buch Der Verrat positiv: Es sei „kein kommunistischer Aufstand gegen die sozialdemokratische Regierung“ gewesen, sondern „ein Versuch der Berliner Arbeitermassen, das am 9. und 10. November Errungene und inzwischen schon halb Verlorene noch einmal zu erringen, und zwar auf dieselbe Weise wie damals. Der 5. Januar war ein zweiter 9. November.“ Als Helden führt er Luxemburg und Liebknecht vor, die die deutsche Revolution regelrecht verkörpert hätten: „Sie waren ihre Symbole, und mit ihnen erschlug man die Revolution.“
Seit der deutschen Wiedervereinigung wird der Aufstand in der Geschichtswissenschaft ganz überwiegend negativ bewertet. Hans Mommsen bezeichnet das Vorgehen der Aufständischen als „terroristische Putschtaktik“. Hagen Schulze nennt als ihr Ziel die „sozialistische, rote Revolution der Diktatur der Arbeiterklasse“. Heinrich August Winkler sieht im Januar-Aufstand einen „Aufstand gegen die Demokratie“: Ganz ähnlich wie die Bolschewiki, die im Januar 1918 die demokratisch gewählte Russische konstituierende Versammlung mit Waffengewalt auseinanderjagten, hätten auch Liebknecht und seine Anhänger den Parlamentarismus bereits vor den Wahlen zur Nationalversammlung verhindern wollen. Henning Köhler charakterisiert den Aufstand als „blinden Aktionismus“, einen „Kampf um die Macht“, „entsprechend bolschewistischem Vorbild“. Hans-Ulrich Wehler meint, die KPD gab gegen den Rat Luxemburgs „einer putschistischen Strömung nach, die im Berliner Januar-Aufstand den deutschen Bürgerkrieg zu entfesseln suchte“. Sönke Neitzel nennt den Aufstand eine „spontane, führungslose Aktion“. Ähnlich urteilt der irische Historiker Mark Jones, der den Aufstand als „improvisierten Umsturzversuch mit sehr geringen realen Erfolgsaussichten“ charakterisiert.